# Peter Nilson
Det här är en artikel om författaren Peter Nilson. För artiklar om andra personer med samma namn, se Peter Nilsson.
Nils Peter Herman Nilson, född 17 oktober 1937 i Näsby församling, Jönköpings län, död 8 mars 1998 i Skärplinge, Uppsala län, var en svensk astronom, skribent och författare av både populärvetenskap och skönlitteratur.  

## Biografi
Peter Nilson föddes i Näsby, Jönköpings län  och var under tidiga tonåren lantbrukare. Men vetenskapen med storheter som Darwin och Einstein gjorde intryck på honom, vilket resulterade i att han läste in både realskola och gymnasium via korrespondens. I början av 1960-talet började Nilson studera vid Uppsala universitet, först matematik, därefter teoretisk fysik, estetik, idé- och lärdomshistoria och astronomi. 
Nilson tog 1962 kandidatexamen och 1967 licentiatexamen. År 1964 började han arbeta på Uppsala astronomiska observatorium, där han 1965–1971 var amanuens och 1971–1977 forskarassistent. 1974 blev Nilson fil.dr och docent i astronomi, och i sin doktorsavhandling, On the orientation of galaxies in space, föreslog han en ny katalogisering av galaxerna. Tre år senare lämnade han observatoriet för att bli författare. Hans mycket omfattande galaxkatalog, Uppsala General Catalogue of Galaxies (UGC), är numera ett standardverk inom galaxforskningen, och har gjort hans namn känt bland astronomer över hela världen.
Åren 1972–1977 var Nilson ledamot av Svenska nationalkommittén för astronomi, och 1973 blev han ledamot av Internationella astronomiska unionen. Peter Nilson valdes 1993 in i Kungliga Vetenskapsakademien, och var vid sin bortgång även ledamot i Smålands akademi.
Peter Nilson var under många år medarbetare i radioprogrammet Svar idag där han besvarade radiolyssnarnas frågor om astronomi. Under sina sista år var han också återkommande krönikör i tidningen Metro.

## Författarskap
Från 1977 var Peter Nilson författare på heltid inom naturvetenskap, vetenskapshistoria och science fiction-betonad skönlitteratur. 
Som skönlitterär författare debuterade han 1979 med romanen Trollkarlen och fick sitt genombrott med Arken (1982). Denna roman är en slags skapelseberättelse, där huvudpersonen i tidernas begynnelse påbörjar en resa i Arken. Arken förvandlas så småningom till en rymdfarkost som fortsätter in i framtiden. Det är en resa från jordens uppkomst till universums död.
Flera av Peter Nilsons romaner, bland andra Guldspiken (1985), är skrivna i så kallad magisk realism, det vill säga att det i den i grunden realistiska berättelsen förekommer magiska inslag.
Han strävade både i sina essäsamlingar, Mitt i labyrinten (1983), Stjärnvägar (1991), Rymdljus (1992) med flera, och i sin skönlitteratur att överbrygga klyftan mellan naturvetenskap och humaniora. Herman Hesses Glaspärlespelet var till exempel en stor inspirationskälla för honom.
Nilsons sista bok som utgavs under hans levnad, Den gamla byn, vände perspektivet och är en skildring av Nilsons hemby Möcklehult i Hjälmseryds socken, och dess historia. I det extremt lokala ser Nilson det allmänmänskliga, de anonyma människor som stiger fram ur en småländsk bys historia är mer typiska för det stora antalet människor än de få kungar och härskare som historien annars koncentrerar sig på.

## Priser och utmärkelser
- 1985 – Svenska Dagbladets litteraturpris
- 1985 – Lundequistska bokhandelns litteraturpris
- 1986 – Harry Martinson-priset
- 1992 – Övralidspriset
- 1993 – Natur & Kulturs Kulturpris